# North Dam
Der North Dam ist ein Erd-Staudamm nahe der Stadt Grand Coulee im Grant County im US-Bundesstaat Washington. Der Bau des Damms begann 1946, er wurde 1951 fertiggestellt. Zusammen mit dem Dry Falls Dam, etwa 22 mi (35 km) südöstlich gelegen, schafft der North Dam den Banks Lake im historischen Flussbett des Columbia River, der Grand Coulee. Der See dient als Ausgleichsbecken für das Columbia Basin Project. Nahe dem linken Abschluss des North Dam befindet sich der Einlauf aus dem Feeder Canal des Projekts. Der Kanal dient entweder als Wasserlieferant für das Pumpspeicherwerk am Grand Coulee Dam oder für den Rückfluss in den Banks Lake vom selben Pumpspeicherwerk.
Der North Dam, nahe der Stadt Grand Coulee gelegen, hat eine maximale Höhe von 145 ft (44 m) und eine Kronenlänge von 1.400 ft (427 m). Die geographische Höhe beider Dämme liegt auf 1.580 ft (482 m), und die maximale Wasserspiegelhöhe des Banks Lake bei 1.570 ft (479 m). Sowohl North als auch Dry Falls Dam haben ein Freibord von etwa drei Metern zum Schutz gegen die bei heftigem Wind hochschlagenden Wellen.